# Mike Harrington
Mike Harrington est un informaticien américain, connu pour être le cofondateur de la société de développement et de distribution de jeux vidéo et de distribution numérique Valve Corporation.

## Biographie
Auparavant développeur de jeux chez Dynamix et concepteur du système d’exploitation Windows NT chez Microsoft, Harrington a fondé Valve en 1996 avec Gabe Newell, un autre ancien employé de Microsoft.
Lui et Newell ont financé à titre privé Valve pour le développement de Half-Life,. Le 15 janvier 2000, après le succès de Half-Life, Harrington dissout son partenariat avec Newell et laisse Valve pour prendre des vacances prolongées. 
Harrington est revenu dans l'industrie du logiciel en 2006, lorsqu'il a cofondé Picnik avec son ami de longue date et ancien collègue, Darrin Massena, qui a été racheté par Google en mars 2010. Harrington a quitté Google en mars 2011 et a cofondé une autre société avec Massena, appelé Catnip Labs, en janvier 2012. Harrington était le CTO du Comité pour les enfants de 2016 à 2018 et est maintenant le CTO d'Amplion.